# Фотография на бременни
Фотографията на бременни жени (на английски: Pregnancy Photography или Maternity Photography) е вид фотография, наред със сватбената, детската, спортната и модната фотография. Целта на този тип фотография е да запамети моменти от бременността на жената. Фотографията за бременни често се разглежда като дял от портретната фотография, но все повече преобладава мнението, че тя е отделен вид фотография, защото в портретната фотография най-честият обект на снимане е лицето, докато фотографията за бременни се фокусира върху корема на майката, като лицето често се пропуска.

## История на фотографията на бременни
Историята на фотография по време на бременност е сравнително кратка. Това се дължи най-вече на битувалите предразсъдъци, че бременната жена трябва да остане скрита от погледа на хората. Преди по-малко от 30 години, този тип фотография е бил изключително рядко явление. В някои страни, с по-консервативно мислене, такава е ситуацията и в наши дни. Първата публична личност, която се снима бременна е Деми Мур. Тя се появява бременна в деветия месец, на корицата на списание Vanity Fair. Годината е 1991, а снимката е направена от Ани Лебовиц.

## Общественото мнение относно Фотографията на Бременни
През не толкова далечната 1991 година, снимката на Деми Мур, обикаля водещите вестници и е обект на дискусии в медиите по света. Американското общество я приема сравнително спокойно, но все пак има и доста критици, като например по-консервативните партии в САЩ. По-интересна е реакцията на обществеността в страните от Източна Европа. Снимката на бременната киноактриса, шокира по-консервативното по това време общество в държави като Унгария, Чехия и Полша. Снимката и стига и до България, но истината е, че Деми Мур придобива истинска популярност в страната ни две години по-късно – през 1993, когато участва във филма „Неприлично предложение“. В днешно време фотографирането на бременни жени не прави впечатление на почти никого. Много световноизвестни личности като Кристина Агилера, Бритни Спиърс, Моника Белучи, Джесика Симпсън показаха на света своята бременност. В САЩ фотографията по време на бременност придоби голяма популярност и масовост през последните 5 – 6 години. Можем да кажем, че в България също има интерес към този тип фотография, но все още е рано да се говори за масовост. Ако трябва да сравним фотографията по време на бременност, с детската фотография или сватбената фотография, то можем да кажем, че детската и сватбената са много по-популярни в България, докато в някои държави като САЩ, Германия, Холандия – те са почти равни.